# Batiè (Etiopia)
Batiè (in amarico: ባቲ, Batī) è una città dell'Etiopia centro-settentrionale situata nella zona di Oromia, all'interno della regione degli Amara, a est di Dessiè. È la più grande città del woreda di Batiè.
Situata in una zona fertile e coltivata tra l'Acrocoro Etiopico e la Rift Valley, Batiè è molto nota per il suo mercato all'aperto del lunedì, il più grande d'Etiopia dopo il Merkato della capitale Addis Abeba. Altri mercati locali caratteristici, situati agli estremi dell'abitato, sono quelli dei bovini e del chat.

## Storia
La prima menzione di Batiè si ha negli anni 1930, quando la località veniva descritta quale grosso villaggio galla e termine delle carovane di cammelli provenienti da Assab e Tagiura (da qui le merci proseguivano caricate sui muli). L'abitato, composto da tucul e cortiletti circondati da euforbie per ripararsi dai venti dell'altopiano, era raggruppato su un poggio dominato da una fortificazione sovrastante.
Paul B. Henze ritiene tuttavia che l'esistenza del mercato «debba aver preceduto la città di almeno 200 o 300 anni» e che la città «potrebbe aver avuto un nome diverso in passato». Secondo Philip Briggs, questo mercato «costituisce un importante crocevia culturale per gli Amhara, gli Oromo e il semi-nomade popolo Afar del deserto. Bati ha ospitato il più grande mercato di bovini e di cammelli d'Etiopia, attirando fino a 20 000 persone ogni lunedì».
Prima dell'invasione italiana, era stata completata gran parte di una strada lunga 100 km che connetteva Batiè e Dessiè.
Le prime linee telefoniche arrivarono a Batiè nel 1956: la città aveva a disposizione due telefoni, uno per la polizia e uno per la residenza del Principe. La città possedeva già da prima un servizio postale.
Durante la carestia etiope del 1983-1985, nell'area di Batiè venne allestito un campi profughi, poi chiuso alla fine del 1986.
Secondo un'indagine dell'Agenzia Centrale di Statistica (CSA), un'agenzia governativa etiope, la popolazione di Batiè nel 2005 era stimata attorno ai 24 257 abitanti, di cui 12 229 uomini e 11 958 donne.